# سياسة كوستاريكا
تجري سياسة كوستاريكا في إطار جمهوري ديمقراطي تمثيلي رئاسي ذو نظام متعدد الأحزاب. يضطلع الرئيس وحكومته بمهام السلطة التنفيذية، فرئيس كوستاريكا هو رئيس الدولة ورئيس الحكومة. تُخوَّل الجمعية التشريعية بأعمال السلطة التشريعية. يُنتخب الرئيس و57 نائبًا في الجمعية التشريعية لفترة أربع سنوات. تمارس السلطة القضائية أعمالها على نحو مستقل عن السلطتين التنفيذية والتشريعية مع حفاظها على المشاركة في العملية السياسية. تتميز جمهورية كوستاريكا بوجود نظام قوي من الضوابط والتوازنات الدستورية. التصويت إلزامي في كوستاريكا ولكنه غير قسري.
في عام 1998، أُلغي منصب الحاكم في المقاطعات السبع. المجالس التشريعية المحلية غير قائمة. في عام 2009، أصبح بإمكان القطاع الخاص المنافسة على احتكار بعض قطاعات الدولة كالتأمين والاتصالات. تحظى بعض الأجهزة الحكومية الأخرى بقدر كبير من الاستقلال التشغيلي والاستقلال الذاتي؛ بما في ذلك شركة الطاقة الكهربائية، والمصارف التجارية المؤممة (التي تدخل البنوك الخاصة في حيز منافساتها)، ووكالة الضمان الاجتماعي. لا يوجد جيش في كوستاريكا وإنما قوة أمن محلية ووحدة قوات خاصة جزءًا من وزارة الرئيس.
في عام 2019، صنفت وحدة الاستخبارات الاقتصادية كوستاريكا على أنها تتمتع بـ«ديمقراطية كاملة».

## التاريخ المعاصر
في عام 1986، أُجريت الانتخابات الرئاسية التي فاز بها أوسكار أرياس من حزب التحرير الوطني. انتقد بعض أعضاء حزب التحرير الوطني أوسكار بسبب تخليه عن تعاليمه الديمقراطية الاجتماعية التقليدية وتعزيز النموذج الاقتصادي النيوليبرالي. في عام 1987، حصل على جائزة نوبل للسلام لجهوده المبذولة في سبيل إنهاء الحروب الأهلية التي اندلعت في العديد من دول أمريكا الوسطى.
في فبراير 1998، أُجريت الانتخابات الوطنية التي فاز بها مرشح حزب الوحدة المسيحية الاشتراكي ميغيل أنخيل رودريغيز بالرئاسة ضد مرشح حزب التحرير الوطني خوسيه ميغيل كوراليس بولانيوس. تولى الرئيس رودريغيز منصبه في 8 مايو 1998. حصل حزب الوحدة المسيحية الاشتراكي على 27 مقعدًا في الجمعية التشريعية المكونة من 57 عضوًا، بينما حصل حزب التحرير الوطني على 23 مقعدًا وتوزعت بقية المقاعد السبعة بين خمسة أحزاب صغيرة. على الرغم من اعتناقه فلسفة المسيحية الاشتراكية، فضّل حزب الوحدة المسيحية الاشتراكي عمومًا النيوليبرالية والسياسات المالية المحافظة والإصلاح الحكومي. تعهد الرئيس رودريغيز بخفض ديون البلاد الداخلية المرتفعة، وخصخصة المرافق المملوكة للدولة، وجذب المزيد من الاستثمارات الأجنبية، وإلغاء برامج الرعاية الاجتماعية، وتعزيز استحداث فرص العمل برواتب لائقة.
واجهت الإصلاحات التي حاول الرئيس الترويج لها معارضة العديد من الأحزاب، بما في ذلك حزبه، وأكد عدة مرات على أن البلاد «غير قابلة للحكم». قوبلت محاولة الجمعية التشريعية الموافقة على قانون فتح قطاعات الكهرباء والاتصالات السلكية واللاسلكية (التي يسيطر عليها المعهد الكوستاريكي للكهرباء) أمام المنافسة السوقية، والمعروفة باسم قانون «كومبو»، بمعارضة اجتماعية قوية. أيد الحزبان الرئيسيان آنذاك (حزب التحرير الوطني وحزب الوحدة المسيحية الاشتراكي) قانون كومبو بالإضافة إلى الرئيس رودريغيز، إلا أن أول ثلاثة اقتراعات تشريعية مطلوبة للموافقة عليه تسببت باندلاع أكبر مظاهرات احتجاجية شهدتها البلاد منذ عام 1970. سرعان ما قررت الحكومة تعليق المبادرة. بلغ تأييد الرئيس رودريغيز أدنى مستوى له على الإطلاق، ووجه إليه المدعي العام لائحة اتهام بعد تركه منصبه بتهم فساد.
في سبتمبر 2000، رفضت المحكمة الدستورية مطالب الرئيس السابق أرياس بإلغاء تعديل دستوري عام 1969 يحظر إعادة انتخاب الرئيس. بذلك بقي أرياس ممنوعًا من ولاية ثانية، غير أنه في أبريل 2003 –عندما استُبدل قاضيان من القضاة الأربعة الذين صوتوا ضد التغيير في عام 2000– أعادت المحكمة النظر في مسألة إعادة الانتخاب، ونظرًا لأن المعارضين الوحيدين هما القاضيان المناهضان لإعادة الانتخاب المتبقيان من عام 2000، أُعلن عن بطلان تعديل عام 1969، وبالتالي تمهيد الطريق أمام إعادة انتخاب الرؤساء السابقين –أي أرياس.
في الانتخابات الوطنية لعام 2002، حصل حزب جديد أسسه عضو الكونغرس السابق في حزب التحرير الوطني ووزير الحكومة أوتون سوليس على 26% من الأصوات، ما تسبب بإعادة الانتخابات لأول مرة في تاريخ البلاد. انتُخب أبيل باتشيكو رئيسًا، في إطار برنامج وحدة وطنية، ولكنه استمر في انتهاج معظم السياسات النيوليبرالية والمحافظة التي اتبعها ميغيل أنخيل رودريغيز. حظيت هذه الانتخابات بالأهمية كذلك نظرًا لفوز الأحزاب الجديدة بعدة مقاعد في الكونغرس، أكثر من أي وقت مضى. حصل حزب الوحدة المسيحية الاشتراكي على 19 مقعدًا، وحزب التحرير الوطني على 17 مقعدًا، وحزب العمل للمواطنين على 14 مقعدًا، وحزب الحركة التحررية على 6 مقاعد، وحزب التجديد الكوستاريكي على مقعد واحد.
خلال عام 2004، خسر حزب الوحدة المسيحية الاشتراكي سمعته بسبب العديد من فضائح الفساد البارزة وبدأ بالانهيار. أُلقي القبض على رئيسين سابقين من الحزب، ميغيل أنخيل رودريغيز ورافائيل أنخيل كالديرون، بتهم فساد بانتظار انتهاء التحقيق وبدء المحاكمة. تورط خوسيه ماريا فيغيريس، الرئيس السابق من حزب التحرير الوطني والرئيس السابق للمنتدى الاقتصادي العالمي، في الفضائح كذلك.
في الانتخابات الوطنية لعام 2006، كان من المتوقع أن يفوز الرئيس السابق (1986-1990) ومرشح حزب التحرير الوطني أوسكار أرياس فوزًا ساحقًا، ولكن اتضح أن نتيجة الانتخابات كانت الأكثر تقاربًا في التاريخ الحديث. على الرغم من أن استطلاعات الرأي تكهنت قبل أسبوع واحد فقط من الانتخابات بتقدم أرياس بنسبة 12% على الأقل (والتي قد تصل إلى 20%)، إلا أن نتائج الانتخابات الأولية أظهرت تقدمه بنسبة 4% فقط على منافسه أوتون سوليس ما أدى إلى إعادة فرز الأصوات يدويًا. بعد مرور شهر من إعادة فرز الأصوات والعديد من الاستئنافات التي تقدمت بها الأحزاب امختلفة، أُعلن أرياس الفائز الرسمي بنسبة 40.9% من الأصوات مقابل 39.8% لسوليس.
عندما عاد أوسكار أرياس إلى منصبه، تحول النقاش السياسي إلى إقرار اتفاقية التجارة الحرة لأمريكا الوسطى. كان حزب التحرير الوطني من ضمن المؤيدين الرئيسيين لإقرار الاتفاقية، والذي أنشأ ائتلافًا مع حزب الوحدة المسيحية الاشتراكي وحزب الحركة التحررية في الكونغرس للموافقة على قوانين التنفيذ، بالإضافة إلى غرف الأعمال المختلفة. عارض حزب التجديد الاشتراكي الاتفاقية، بالإضافة إلى النقابات العمالية والمنظمات البيئية والجامعات العامة. في أبريل 2007، فاز المرشح الرئاسي السابق لحزب العمال التقدمي، خوسيه ميغيل كوراليس بولانيوس، في معركة قانونية في المحكمة الانتخابية العليا، والتي سمحت له بجمع أكثر من 100 ألف توقيعًا لوضع الاتفاقية موضع استفتاء والسماح للشعب تقرير مصير الاتفاقية المثيرة للجدل. مع اقتراب الموعد النهائي في 28 فبراير 2008 للموافقة على اتفاقية التجارة الحرة لأمريكا الوسطى أو رفضها، قرر أرياس الدعوة إلى الاستفتاء بنفسه، وأُجري في 7 أكتوبر 2007. حصلت الاتفاقية على تأييد نسبة 51.5% من الناخبين، على الرغم من أن الانتخابات واجهت انتقادات بسبب المشاركة الدولية، بما في ذلك الولايات المتحدة.
في الانتخابات العامة في كوستاريكا عام 2010، فازت لورا شينشيلا من حزب التحرير الوطني الوسطي والتي كانت نائبة الرئيس في إدارة أرياس السابقة. في مايو 2010، أدت اليمين وأصبحت أول رئيسة لكوستاريكا.
في عام 2014، فاجأ لويس غييرمو سوليس، المرشح الرئاسي عن حزب التجديد الاشتراكي، الذي دشن حملته الانتخابية على أساس برنامج الإصلاح الاقتصادي ومكافحة الفساد، المراقبين السياسيين بفوزه بنسبة 30.95% من الأصوات في الجولة الأولى، بينما حصل مرشح حزب العمال التقدمي جوني أرايا على ثاني أكبر عدد من الأصوات بنسبة 29.95%. حصل خوسيه ماريا فيلالتا فلوريس إسترادا من حزب الجبهة الواسعة على 17% من الأصوات. بعد ذلك بوقت قصير، أعلن أرايا توقف حملته الانتخابية، ما جعل سوليس الأقرب للفوز. أُجريت الانتخابات في 6 أبريل 2014، بموجب قانون الانتخابات، وفاز سوليس بنسبة 77.81% من الأصوات. وفقًا لبي بي سي، فإن نجاح سوليس وفيلالتا هو مثال آخر على السياسة المناهضة للنيوليبرالية في أمريكا اللاتينية.
في أبريل 2018، فاز كارلوس ألفارادو في الانتخابات الرئاسية. وأصبح الرئيس الجديد لكوستاريكا، خلفًا للرئيس غييرمو سوليس. ينتمي سوليس وألفارادو إلى حزب العمل للمواطنين اليساري الوسطي.
في مايو 2022، أدى رئيس كوستاريكا الجديد رودريغو تشافيس، وزير المالية اليميني السابق، اليمين لولاية رئاسية مدتها أربع سنوات. فاز مجددًا في جولة إعادة الانتخاب ضد الرئيس السابق خوسيه ماريا فيغيريس.

## المشاركة السياسية للمؤسسات الحكومية

### الجهاز التنفيذي
يُكلّف الرئيس الذي ينتخبه الناخبون لمدة أربع سنوات بالمسؤوليات التنفيذية، وليس الجمعية الوطنية كما هو الحال في النظام البرلماني. يوجد نائبان للرئيس ويتألف مجلس وزراء الرئيس من وزرائه. يتيح التعديل الدستوري الذي جرت الموافقة عليه في عام 1969 انتخاب الرؤساء والنواب لفترة ولاية واحدة، على الرغم من أن النائب قد يترشح مرة أخرى لمقعد في الجمعية بعد الجلوس لفترة ولاية. أُلغي هذا التعديل رسميًا في أبريل 2004، ما سمح لأوسكار أرياس بالترشح للرئاسة للمرة الثانية في الانتخابات الرئاسية في كوستاريكا عام 2006، والتي فاز بها بفارق 1% تقريبًا.
يمتلك رئيس كوستاريكا سلطات محدودة، ولا سيما بالمقارنة مع رؤساء أمريكا اللاتينية الآخرين. على سبيل الذكر، لا يمكنه استخدام حق النقض ضد الميزانية التشريعية، ما يعني أن الكونغرس يتمتع بالسيادة على أهم تشريع. من ناحية أخرى، يمكنه تعيين أي شخص في حكومته دون موافقة الكونغرس، ما يمنح الرئيس الكوستاريكي أهم سلطة منفردة مقابل الكونغرس.

#### الوزارات
- وزارة الخارجية والشؤون الدينية (كوستاريكا).
- وزارة البيئة والطاقة (كوستاريكا).
- وزارة التعليم والتكنولوجيا والاتصالات السلكية واللاسلكية

### الجهاز التشريعي
تضطلع الجمعية التشريعية بمهام السلطة التشريعية. يجري انتخاب المشرعين، أو النواب، لفترات غير متتالية مدتها أربع سنوات عن طريق التصويت الشعبي المباشر، باستخدام التمثيل النسبي في كل من المقاطعات السبع في البلاد. أُجريت الانتخابات في فبراير 2014 ومجددًا في فبراير 2018. نتيجة لذلك، يوجد تسعة أحزاب سياسية منفصلة في الجمعية التشريعية، ويشغل حزب التحرير الوطني 18 مقعدًا، وحزب العمل للمواطنين 13 مقعدًا، وحزب الجبهة الواسعة 8 مقاعد، وحزب الوحدة المسيحية الاجتماعية 8 مقاعد، بينما تشغل الأحزاب الأخرى بقية المقاعد.

### الجهاز القضائي
تُعتبر محكمة العدل العليا المنفذ الرئيسي للسلطة القضائية. تختار الجمعية التشريعية والمحاكم الدنيا 22 قاضيًا في محكمة العدل العليا لمدة 8 سنوات. تراجع الغرفة الدستورية للمحكمة العليا التشريعات والإجراءات التنفيذية وبعض الأوامر الدستورية. تعالج المحاكم التي تعمل في إطار الغرفة الدستورية المسائل المتعلقة بالمنازعات القانونية والجنائية. بالإضافة إلى ذلك، فإن المحكمة الانتخابية فرع مستقل من السلطة القضائية الكوستاريكية، وهي مسؤولة عن الانتخابات الديمقراطية. على الرغم من أن السلطة القضائية مستقلة عن السلطتين التنفيذية والتشريعية المنتخبتين سياسيًا، غالبا ما تكون مسؤولة عن حل النزاعات السياسية والقانونية.

### الرقابة المؤسسية
يشرف المراقب العام والمدعي العام وديوان المظالم على الحكومة ويعمل كل منهم على نحو مستقل. لهذه المؤسسات الحق في فحص العقود الحكومية والتحقيق فيها ومقاضاة مخالفيها. بالإضافة إلى ذلك، يجوز لها أن تفرض متطلبات إجرائية على معظم الوكالات السياسية والحكومية. كثيرًا ما تضطلع هذه المؤسسات في تدقيق تصرفات السياسيين والأحزاب السياسية والبحث فيها.